# Vigna linearis
Vigna linearis är en ärtväxtart som först beskrevs av Carl Sigismund Kunth, och fick sitt nu gällande namn av Marechal och Al.. Vigna linearis ingår i släktet vignabönor, och familjen ärtväxter.

## Underarter
Arten delas in i följande underarter:
- V. l. latifolia
- V. l. linearis